# Koczwara
Koczwara – wieś sołecka w Polsce położona w województwie świętokrzyskim, w powiecie koneckim, w gminie Końskie.
W latach 1975–1998 miejscowość administracyjnie należała do województwa kieleckiego.
Wierni kościoła rzymskokatolickiego należą do parafii Podwyższenia Krzyża Świętego w Pomykowie.

## Historia
W wieku XIX należy do dóbr Końskie (4 km od Końskich), wówczas w gminie Duraczów.

Folwark ma 143 mórg obszaru, zabudowania jeden dom i 4 mieszkańców.
Od XVII do pierwszej połowy XX wieku wieś wchodziła w skład klucza Koneckiego oraz dóbr Końskie Wielkie.